# Toppenish
Toppenish – miasto w Stanach Zjednoczonych, w stanie Waszyngton, w hrabstwie Yakima.